# Wald- und Baumgrenze

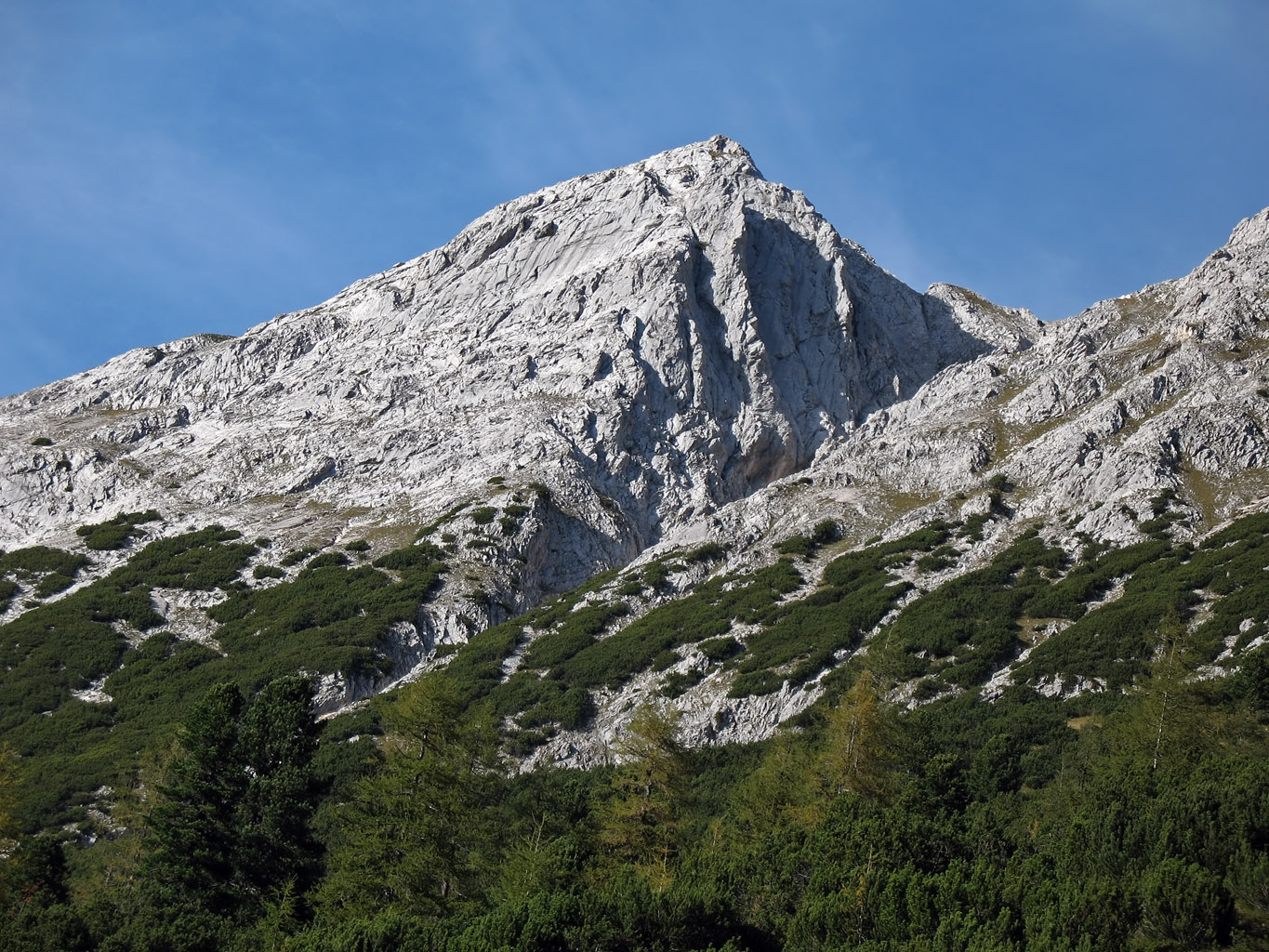
Bewuchs unterhalb der Sunntigerspitze (2.321 m): im Vordergrund die Waldgrenze, in der Bildmitte die anschließende Krummholzzone mit der Baumgrenze

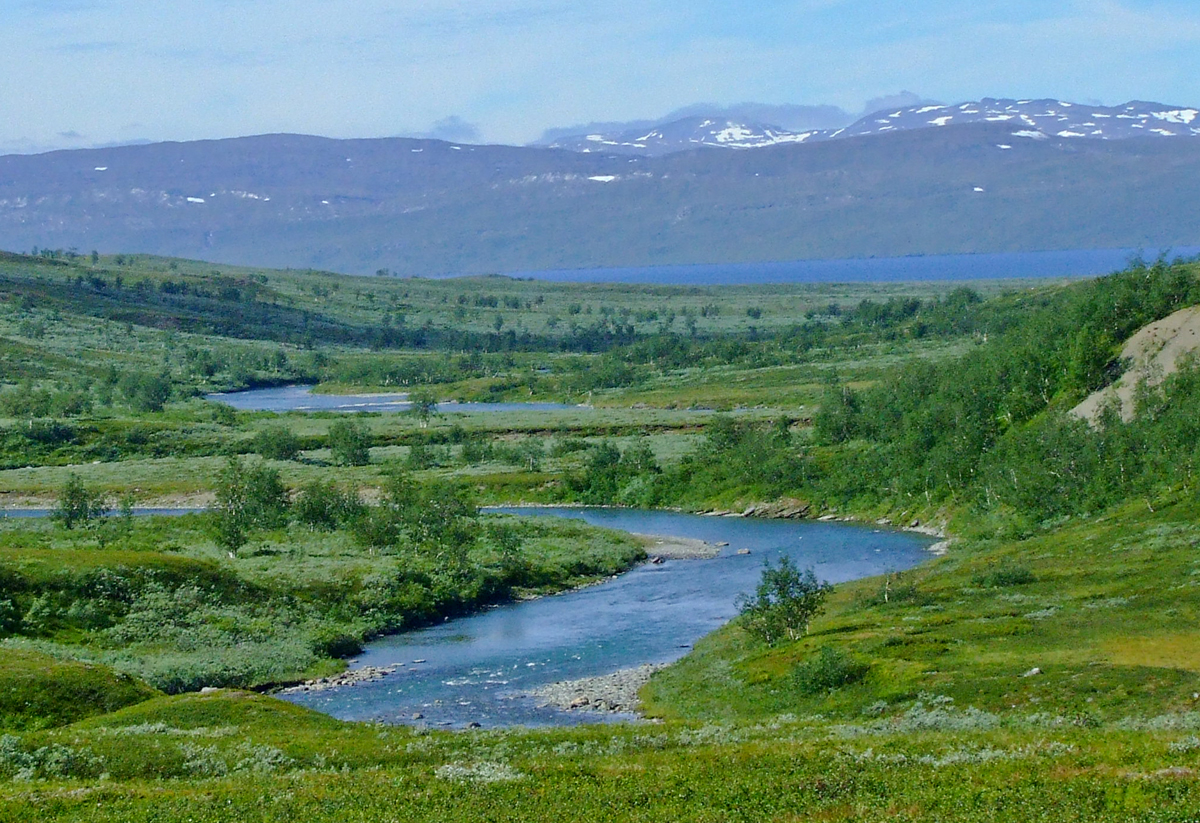
Baumgrenze aus Fjällbirken im nordschwedischen Nationalpark Padjelanta

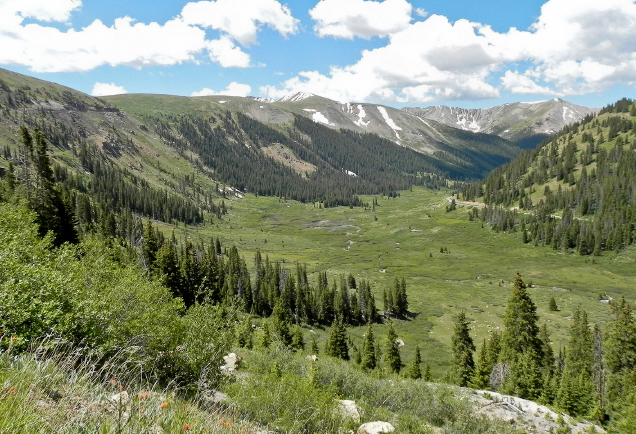
Im Vordergrund die untere (hygrische) Waldgrenze zwischen Prärie im Tal und bewaldeten Berghängen in den Rocky Mountains

Die Waldgrenze ist der Rand des Lebensraums, in dem Bäume aufgrund klimatischer Faktoren (klimatische Waldgrenze) oder lokaler beziehungsweise azonaler Standortbedingungen (edaphische Waldgrenze) geschlossene Wälder bilden können (das heißt, wo sich die Baumkronen gerade noch berühren). Davon zu unterscheiden ist die Baumgrenze, jenseits derer auch keine einzelnen Bäume oder Baumgruppen mehr wachsen können.

## Einführung
Im allgemeinen Sprachgebrauch werden die beiden Bezeichnungen vor allem auf die klimatische beziehungsweise extrazonale alpine oder obere Wald- und Baumgrenze bezogen, die den Übergangsbereich zwischen der bewaldeten montanen und der baumfreien alpinen Vegetationshöhenstufe der Hochgebirge aufgrund einer zu kurzen Vegetationsperiode und zu niedriger Temperaturen kennzeichnen (zumeist als subalpine Stufe bezeichnet).
Auf die globale Biogeographie bezogen, sind die beiden polaren Wald- und Baumgrenzen (arktische oder nördliche sowie antarktische oder südliche) ebenfalls temperaturbedingte thermische Wald- und Baumgrenzen, deren Übergangslebensraum als Waldtundra bezeichnet wird (ausschließlich auf der Nordhalbkugel vorkommend).
Darüber hinaus gibt es mit der hygrischen Waldgrenze einen weiteren klimatischen Waldgrenztyp der Gebirge und der Trockengebiete. Diese Grenze kommt in kontinentalen oder ariden Klimaten vor. Die Grenze der jährlichen Niederschlagsmenge ist stark von der Baumart abhängig und reicht bei den Übergängen von Waldsteppen oder Offenwäldern zur Steppe von 400–500 mm beim Laubwald Osteuropas über 250 mm beim Pistazien-Offenwald Afghanistans und 200 mm bei Wacholderwäldern im Südwesten der USA und in Tibet oder der sibirischen Ulme bis zu 140 mm bei der Eldar-Kiefer in Aserbeidschan oder nur 100 mm bei der Schirmakazie Vachellia tortilis in der Sahara.
Eine weitere Form ist die Wind-Expositionswaldgrenze, die sich auf Standorte bezieht, in denen starke Winde das Baumwachstum verhindern. An Küsten und auf alleinstehenden Bergen ist die Waldgrenze dadurch häufig viel niedriger als in anderen Gebirgen.
Eine spezielle Form der Expositionswaldgrenze ist die Sonneneinstrahlungsexposition, die bei Wassermangel zu expositionsabhängigen seitlichen Waldgrenzen führen kann. Im Extremfall kann es durch einstrahlungsbedingten Wassermangel auch zur Ausbildung einer insolationsbedingten Unteren Waldgrenze kommen.
Neben den genannten klimatischen Waldgrenzen finden sich lokal sehr unterschiedliche Standorte, die aufgrund ungeeigneter (nicht direkt klimatisch bedingter) Bodenverhältnisse (zu trocken, zu feucht, zu flachgründig, zu felsig) edaphische Waldgrenzen genannt werden.
Schlussendlich wird bisweilen von orographischen Waldgrenzen gesprochen, wenn Barrieren wie Fels- oder Gletscherwände, Lawinenrinnen und ähnliches den Waldbewuchs verhindern.

## Thermische Wald- und Baumgrenzen
An den thermischen Waldgrenzen wird das Baumwachstum aufgrund von Wärmemangel stark gebremst. Wegen der Kürze der Vegetationsperiode, aufgrund des hier meist stärker wehenden Windes und monatelangen Schneedrucks kommt es zu verkrüppelten Baumformen, die nur niedrig wachsen und dichte Gebüsche bilden. Die Baumgrenze, die nur kleinmaßstäblich besehen eine scharfe Linie ist, zeigt bei genauerer Betrachtung – wie viele andere Grenzen in der Natur auch – zumeist gleitende Übergänge: Bäume wachsen in Richtung zum unwirtlichen Klima immer weniger, bis sie schließlich ganz ausbleiben.
Seit einigen Jahren ist bekannt, dass die natürliche Baumgrenze von der mittleren Lufttemperatur während der Wachstumszeit abhängig ist (und nicht von Extremwerten!). Wenn diese Temperatur unter einen Wert von durchschnittlich rund 6 °C sinkt, können Bäume nicht mehr wachsen. Vermutlich verschlechtern sich bei niedrigen Bodentemperaturen auch die Aufnahme und der Transport von Wasser und Nährstoffen, womit der Krüppelwuchs im Übergangsbereich zwischen Wald- und Baumgrenze erklärt werden könnte. Diese Erkenntnisse gelten für beide thermischen Baumgrenzen (global und Gebirge).
Die Tatsache, dass die Baumgrenze in den südhemisphärischen Gebirgen 200–300 Höhenmeter tiefer bei Temperaturen von maximal 8,9° bis 9,5 °C liegt, wird mit dem Fehlen kälteverträglicher Arten vergleichbar den entsprechenden nördlichen Nadelbaumarten erklärt.
In der Nordhemisphäre sind es vor allem kälteverträgliche Koniferen – etwa Lärchen, Kiefern, Fichten, Tannen und Wacholder –, die die Wald-/Baumgrenzen bilden (Waldtundren Kanadas und Sibiriens, Gebirge Eurasiens außer Fennoskandien). Laubbäume wie Birken und Erlen oder auch Ebereschen bilden nur in ozeanischen Zonen (etwa West-Alaska, Grönland, Island, Lappland oder Kamtschatka) die alpinen und polaren Waldgrenzen. In der südlichen Hemisphäre – in der es aufgrund der Landmassenverteilung keine Waldtundra gibt – sind es Südbuchen oder Eukalyptusbäume. In den Subtropen ist eine herausragende Gattung in den Anden die Polylepis (zu den Rosengewächsen). In den Tropen gibt es eine große Vielfalt von Waldgrenztaxa: Etwa Schima (Familie Teestrauchgewächse) in Südostasien und baumförmige Heidekrautgewächse in Afrika.

### Polare Grenzen

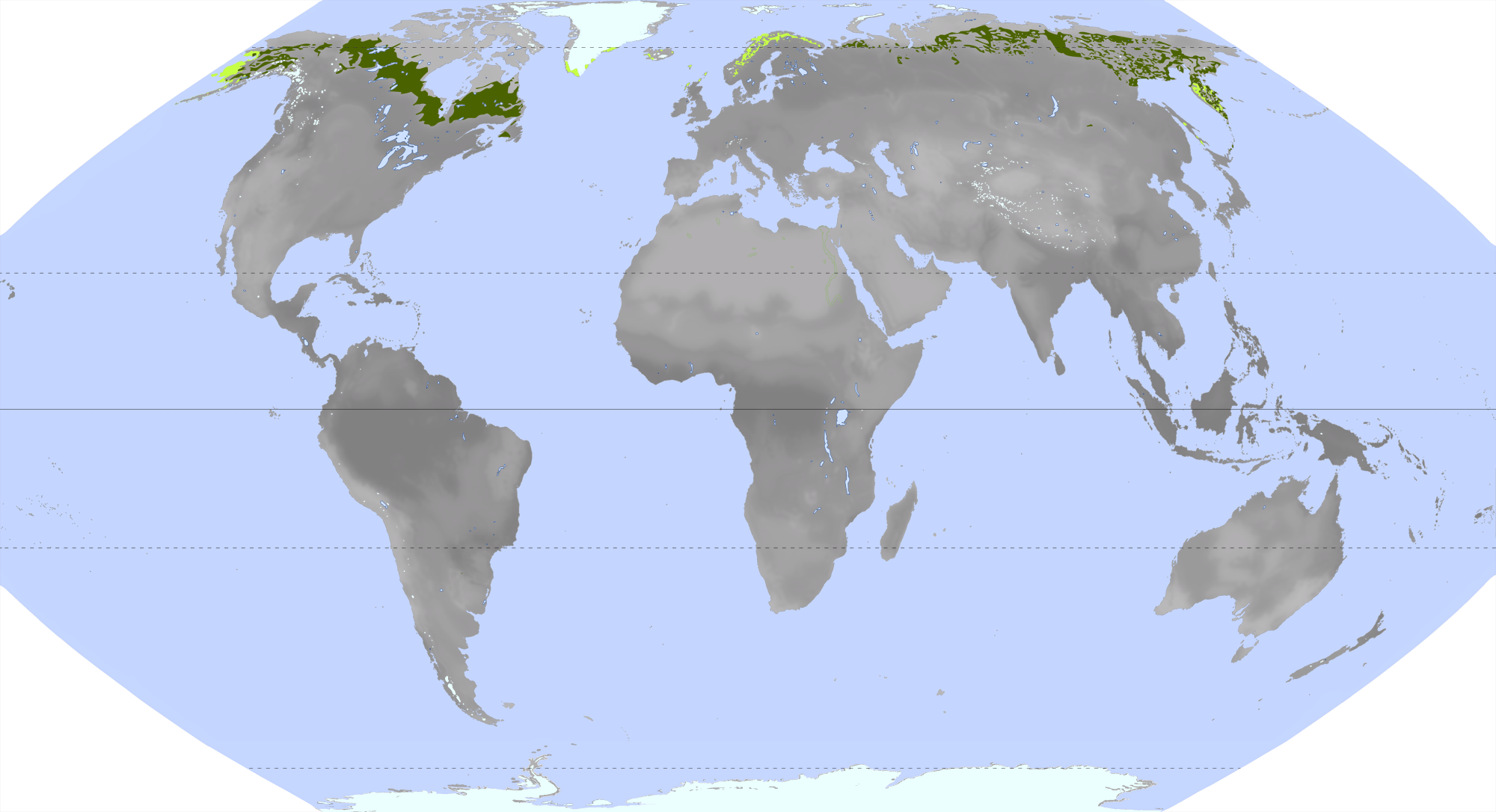
Die Vegetationszone der Waldtundra füllt den Raum zwischen arktischer Wald- und Baumgrenze

Der fließende Übergang von der Wald- zur Baumgrenze hat in der nördlichen Hemisphäre eine bis zu mehrere hundert Kilometer breite Waldtundrenzone entstehen lassen. Die zugehörige subpolare Klimazone liegt auf der Südhalbkugel ausschließlich über Ozeanen. Eine von der National Geographic Society unterstützte Expedition verortete den südlichsten Baum der Welt auf der Isla Hornos nahe deren Kap Hoorn.

### Alpine Grenzen

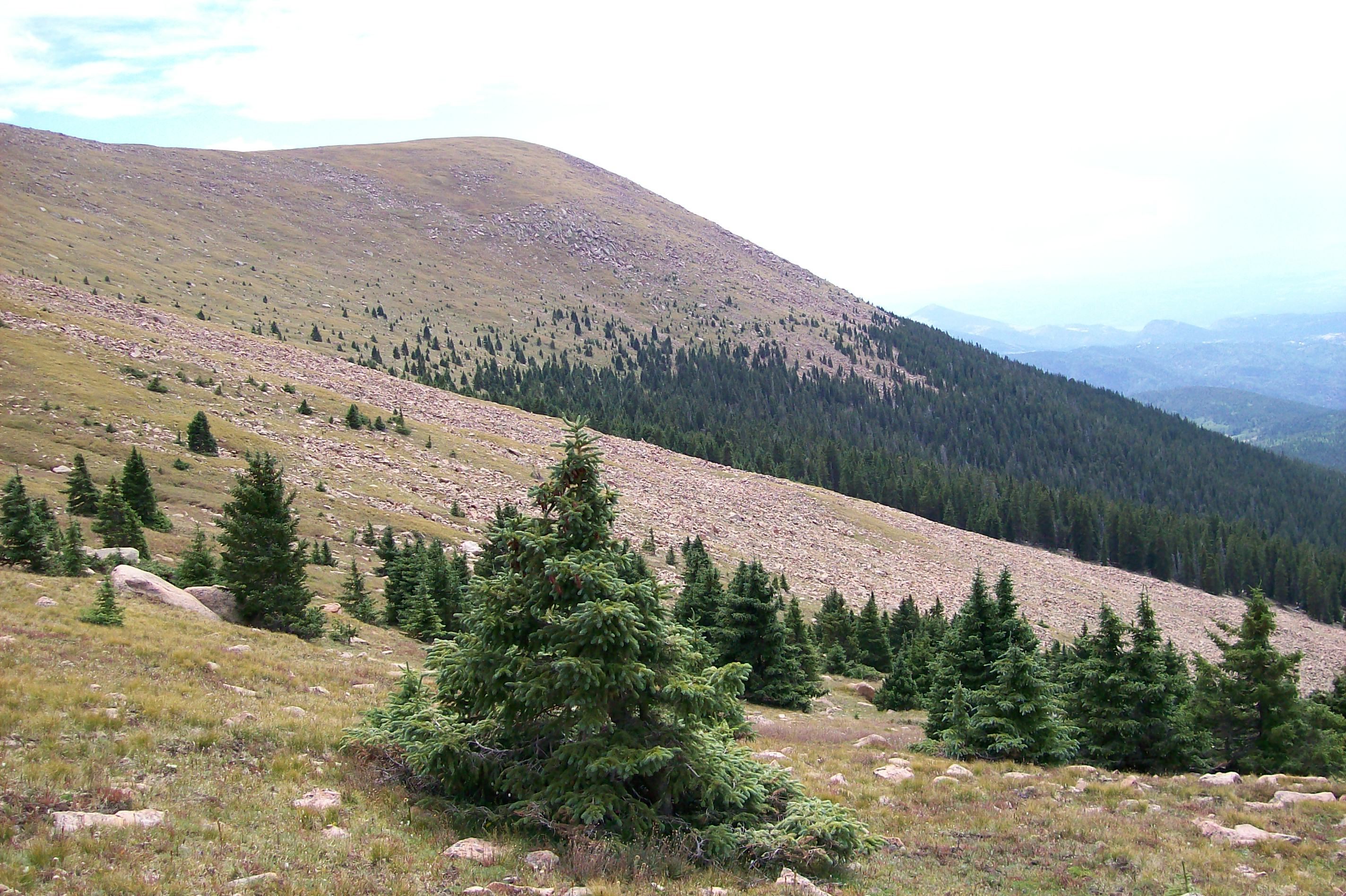
Wald- und Baumgrenze aus Engelmann-Fichten in Colorado

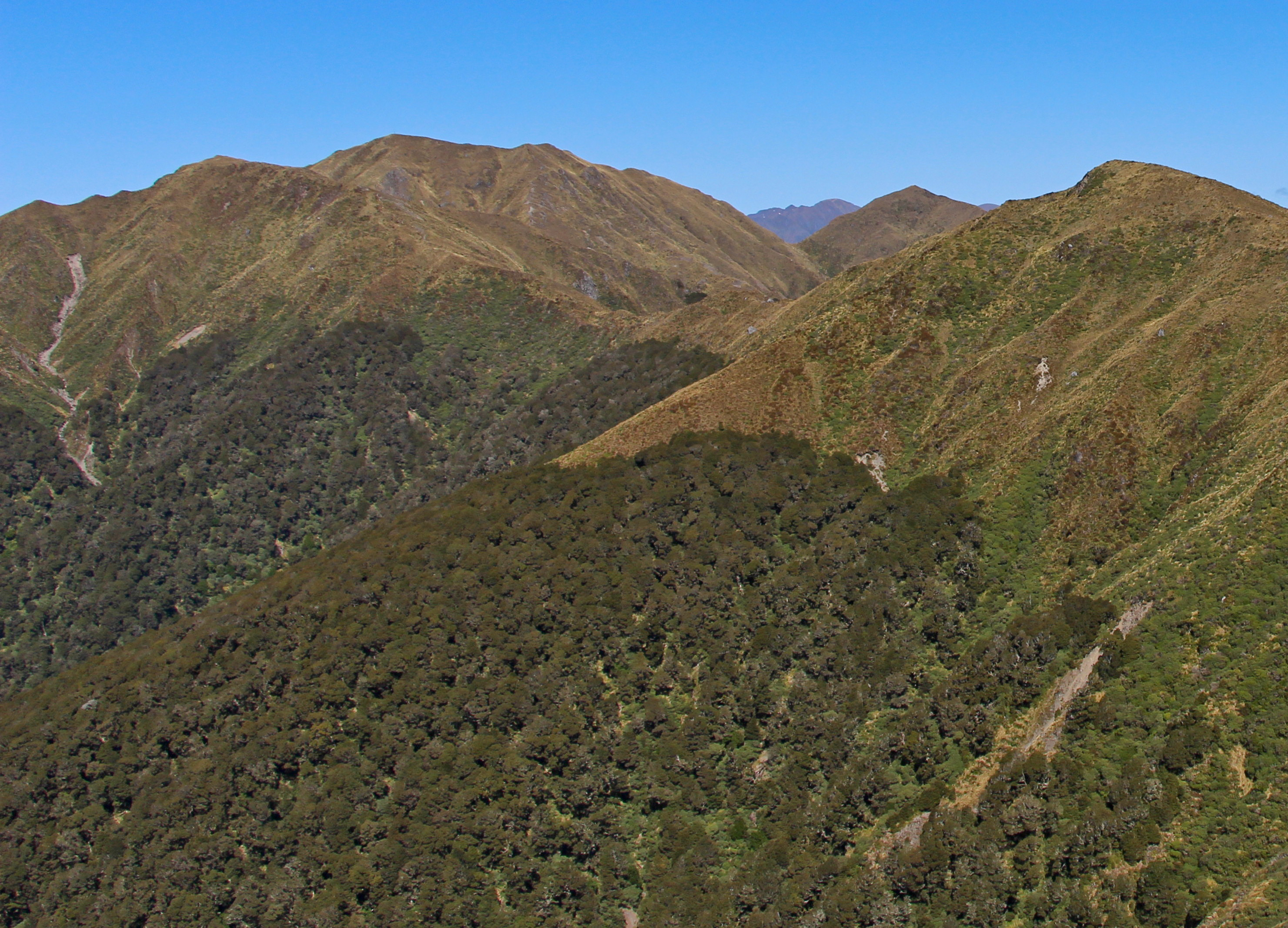
Auf der Südhalbkugel ist die Waldgrenze oft eine sehr klare Linie (Mount Holdsworth, Neuseeland)

Die höchste Höhe über dem Meeresspiegel, bis zu der Wald beziehungsweise Bäume wachsen können. Der (subalpine) Zwischenraum ist als „Krummholzzone“ bzw. „-gürtel“ oder „Kampfzone“ bzw. „Kampfwald“ bekannt, in dem höhenwärts zunächst noch Waldinseln, dann nur noch einzelne Bäume – zudem immer kleinere, strauchartigere und verkrüppeltere Formen – anzutreffen sind, bevor oberhalb der Baumgrenze nur noch Zwergstrauchheiden und/oder Grasmatten folgen. Auf der Nordhalbkugel herrschen im Waldgrenzbereich angepasste Gehölzarten vor, deren Wuchsformen genetisch bedingt sind, während in den Tropen (zum Teil) und auf der Südhalbkugel die gleichen Arten tieferer Höhenstufen im Waldgrenzbereich klimabedingt Zwerg- und Krüppelwuchs zeigen (etwa in den Anden Patagoniens oder den neuseeländischen Alpen). Da dort demnach ausschließlich an subalpine Bedingungen angepasste Gehölzarten fehlen, schlagen Körner und Paulsen (2004) vor, dort besser von einer Baumartengrenze zu sprechen.
Ebenfalls ist in den Außertropen der Südhalbkugel eine scharf gezogene Waldgrenze typisch, sodass es keinen oder nur einen sehr kleinen Zwischenraum zur Baumgrenze gibt. Auf der Nordhalbkugel war ursprünglich immer ein fließender Übergang vorhanden. Die heute vorzufindenden linienhaften Waldgrenzen sind in der Regel anthropogen entstanden (Rodung und Viehverbiss).
Ein interessantes Phänomen ist die „Selbstverschattung“ von Bäumen im Grenz-Ökoton: Baumsamen keimen und bilden Jungpflanzen, wenn die Temperaturen über dem genannten Schwellwert liegen. Wenn die Bäume jedoch größer werden, kann der eigene Schatten die mittlere Bodentemperatur im Wurzelbereich soweit absenken, dass der Baum nicht mehr weiterwachsen kann oder gar abstirbt.
Die Distanz zwischen Wald- und Baumgrenze sowie die Höhenlage ist unterschiedlich und wird heute auch vielfach vom Menschen beeinflusst.
Die alpine Waldgrenze ist überdies die Trennlinie zwischen den darunter liegenden Vegetationshöhenstufen – die hauptsächlich von der Pflanzendecke geprägt werden – und den darüber liegenden geomorphologischen Höhenstufen – die vorrangig physikalischen Prozessen unterliegen.

#### Alpine Wald-/Baumgrenzen
Die alpine Wald- und Baumgrenze an einem Ort ist neben den genannten klimatischen Faktoren auch von den lokalen Variablen – wie der Hangneigung, dem Regenschatten und Ähnlichem abhängig. Unter Berücksichtigung dieser Faktoren erfolgt hier eine Auflistung der durchschnittlichen Höhen von verschiedenen Punkten auf der Welt:
| Ort                         | Ungefähre Breitengrade | Ungefähre Höhe der Baumgrenze in Meter | Bemerkungen                                                      |
| --------------------------- | ---------------------- | -------------------------------------- | ---------------------------------------------------------------- |
| Santa-Cruz-Insel, Galápagos | 0,5° S                 | 600                                    | isolierte Insel ohne klimaangepasste Bäume                       |
| Kilimandscharo, Tansania    | 3° S                   | 3000                                   |                                                                  |
| Puncak Trikora, Neuguinea   | 4° S                   | 3950                                   |                                                                  |
| Kinabalu, Borneo            | 6,5° N                 | 3400                                   |                                                                  |
| Costa Rica                  | 9,5° N                 | 3400                                   |                                                                  |
| Simien-Gebirge, Äthiopien   | 13° N                  | 3000                                   |                                                                  |
| Bolivianische Anden         | 17,5° S                | 4100                                   | Polylepis-Wälder, stellenweise bis über 5000 m                   |
| USA, Hawaii                 | 20° N                  | 2800                                   | geringe Niederschläge oberhalb der Passat-Winde                  |
| Mexiko                      | 20° N                  | 4000                                   | Zentrales Hochplateau                                            |
| Himalaya                    | 28° N                  | 4400                                   |                                                                  |
| USA, Yosemite               | 38° N                  | 3200                                   | Westseite der Sierra Nevada                                      |
| USA, Yosemite               | 38° N                  | 3600                                   | Ostseite der Sierra Nevada                                       |
| Japanische Alpen            | 39° N                  | 2900                                   | Nördlicher Teil                                                  |
| USA, Wyoming                | 43° N                  | 3000                                   |                                                                  |
| Neuseeländische Alpen       | 43° S                  | 1100                                   | Zentrale Südinsel                                                |
| Schweizer Alpen             | 46° N                  | 2000                                   | die höchste Waldgrenze Europas liegt in der Schweiz im Mattertal |
| Altai (Mongolei)            | 46° N                  | 2400                                   | Südlicher Bereich, Steppenzone                                   |
| Deutsche Alpen              | 47,5° N                | 1800                                   |                                                                  |
| Altai (Russland)            | 51° N                  | 1500                                   | Nördlicher Bereich, Taigazone                                    |
| Feuerland (Argentinien)     | 54° S                  | 700                                    |                                                                  |
| Kamtschatka (Russland)      | 56° N                  | 800                                    |                                                                  |
| Chugach Mountains (Alaska)  | 61° N                  | 900                                    |                                                                  |
| Ural (Russland)             | 65° N                  | 400                                    | Nördliche Waldtundrenzone                                        |
| Schwedisch Lappland         | 68° N                  | 750                                    |                                                                  |

Die höchsten Gipfel des Schwarzwaldes, des Böhmerwaldes sowie der Brocken ragen über die Waldgrenze hinaus, wobei nur der Brocken oberhalb der natürlichen Waldgrenze liegt. Die Waldfreiheit der Gipfel von Feldberg und Großem Arber ist kulturbedingt. Zwar sind letztgenannte Berge deutlich höher als der Brocken, sie liegen aber auch südlicher und nicht so exponiert wie der Brocken.
Ob eine Waldgrenze natürlich ist, lässt sich am Vorhandensein einer Krummholzzone ersehen, die beim Brocken vorhanden ist, beim Feldberg und Großen Arber aber fehlt. Der 1214 Meter hohe Fichtelberg scheint diesbezüglich beinahe an die natürliche Waldgrenze heranzureichen, denn die Bäume auf dem Gipfel zeigen bereits eine gewisse Neigung zum Krüppelwuchs. Die theoretische Waldgrenze läge dort bei 1300 Meter, also so hoch wie im nahen Riesengebirge mit der deutlich darüber hinaus ragenden Schneekoppe. Im Erzgebirge gibt es an anderer Stelle (bei Satzung) Latschen auf knapp 900 Meter Höhe.
In den Alpen liegt die Grenze zwischen 1800 und 2200 Metern über Meereshöhe. Kulturbedingt, z. B. durch Almwirtschaft, erscheint die Waldgrenze in den Alpen oftmals niedriger, als sie natürlich ist.

### Arten der Baumgrenze

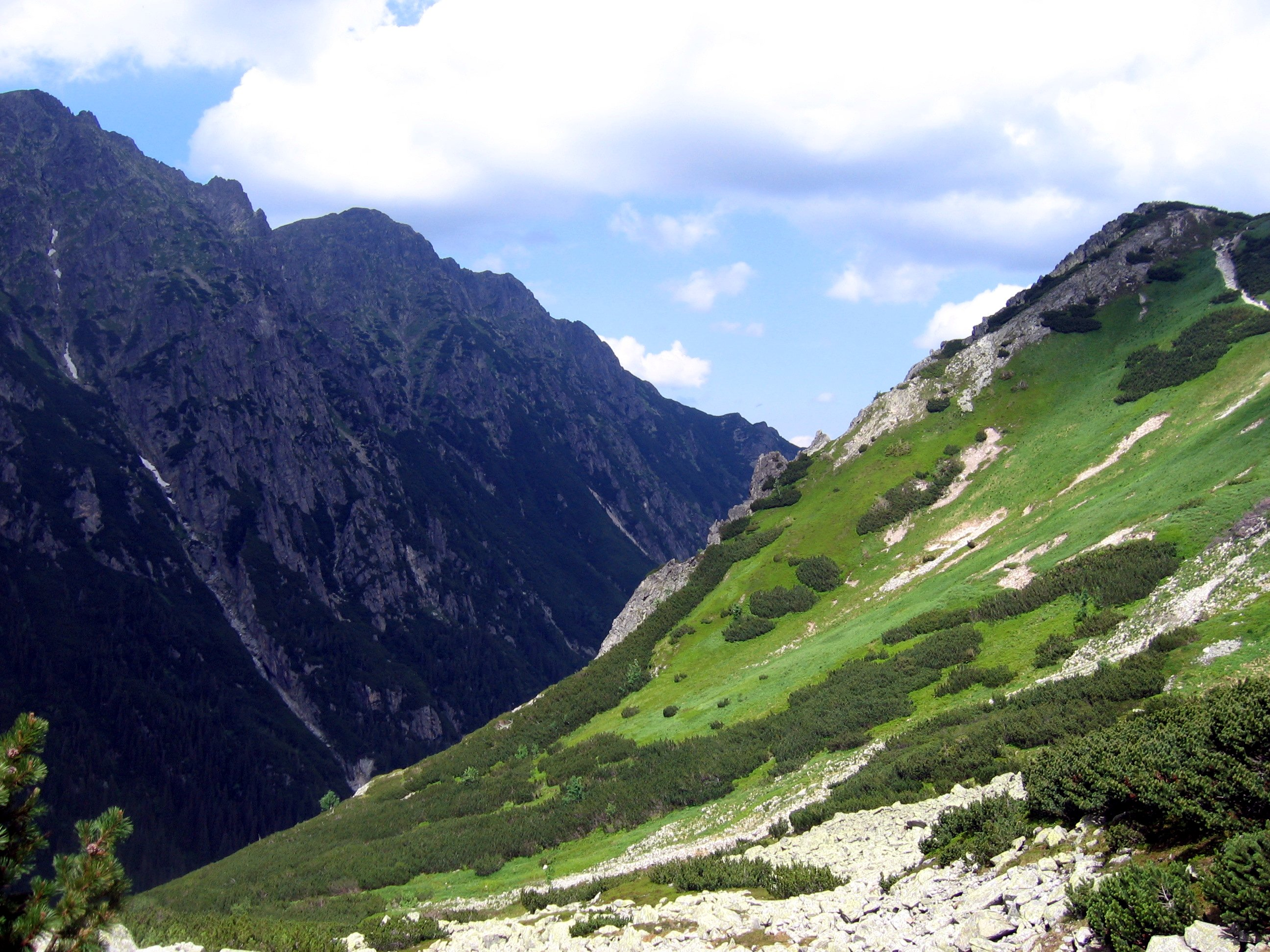
Krummholzzone: Ausgedehnte Bergkiefern-Bestände im polnischen Tatra-Nationalpark

Eine unsortierte Auswahl typischer Baumarten der Baumgrenze:
- Antarktische Scheinbuche (Nothofagus antarctica)
- Arktische Moor-Birke (Betula pubescens subsp. tortuosa)
- Bergkiefer (Pinus mugo) oder Latsche, Latschen-Kiefer, Leg-Föhre
- Europäische Lärche (Larix decidua)
- Fuchsschwanz-Kiefer (Pinus balfouriana)
- Grannen-Kiefer (Pinus aristata)
- Rumelische Kiefer (Pinus peuce) bzw. Mazedonische Kiefer
- Vogelbeere (Sorbus aucuparia)[14]
- Weißstämmige Kiefer (Pinus albicaulis)
- Zirbelkiefer (Pinus cembra)